# سازمان همبستگی کشورهای اسلامی

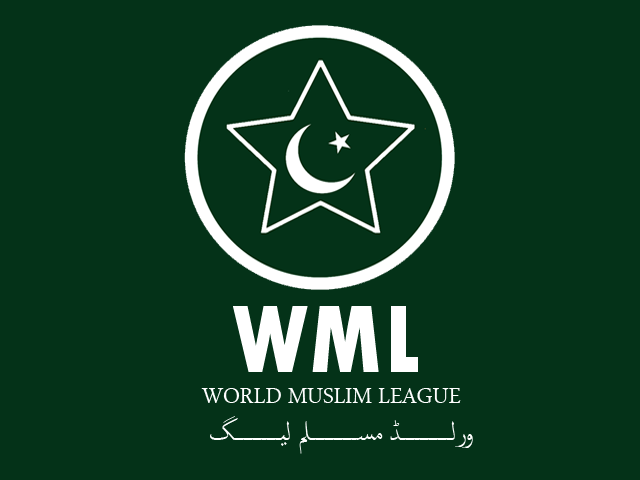
پرچم سازمان همبستگی کشور‌های اسلامی

سازمان همبستگی کشورهای اسلامی (انگلیسی: Muslim World League (MWL); عربی: رابطة العالم الاسلامي) یک سازمان بین‌المللی اسلامی مستقر در مکه عربستان سعودی است که در تلاش است تا پیام واقعی اسلام را با پیشبرد ارزش‌هایی همانند صلح، مدارا و عشق، روشن کند.
این سازمان مردم‌نهاد از زمان تأسیس آن در سال ۱۹۶۲ توسط دولت عربستان سعودی تأمین مالی شده‌است، که این کمک تا سال ۱۹۸۰ به حدود ۱۳ میلیون دلار افزایش یافت. به دلیل بودجه عربستان، اتحادیه به‌طور گسترده به عنوان نماینده اصول اسلامی ترویج‌شده در عربستان سعودی شناخته می‌شود. بر اساس دستور کار مدرن‌سازی عربستان سعودی در چشم‌انداز ۲۰۳۰، این کشور شکل معتدلی از اسلام را پذیرفته که اتحادیه جهانی مسلمانان به دنبال ترویج آن در عربستان سعودی و در سراسر جهان است. این اتحادیه به‌طور گسترده به عنوان سازمان مروج سلفی‌گری در نظر گرفته می‌شود. واژه‌نامه اسلامی آکسفورد می‌گوید که «این گروه به عنوان سخنگو برای دولت عربستان سعودی که آن را تأمین مالی می‌کند، عمل می‌کند.»
دبیرکل آن محمد بن عبدالکریم عیسی است. این سازمان به تبلیغ دین اسلام، تشویق و دعوت به تغییر دین غیرمسلمانان و نکوهش نقد اسلام می‌پردازد. این سازمان همچنین بودجه ساخت مساجد، کمک‌های مالی برای مسلمانان آسیب‌دیده از بلایای طبیعی، توزیع نسخه‌های قرآن، و تراکت‌های سیاسی بر روی گروه‌های اقلیت مسلمان را تأمین مالی می‌کند. اتحادیه می‌گوید که آن‌ها همه اعمال خشونت‌آمیز را رد می‌کنند و گفت‌وگو با مردم فرهنگ‌های دیگر را بر اساس درکشان از شریعت ترویج می‌کنند، اما آن‌ها با بحث و جدل بیگانه نیستند، زیرا موضوع چندین تحقیق ضدتروریسم در ایالات متحده در ارتباط با حماس، القاعده و سایر گروه‌های تروریستی بوده‌است.
با این حال، از سال ۲۰۱۶ سازمان همبستگی کشورهای اسلامی به‌طور گسترده به عنوان یکی از سازمان‌های پیشرو در عربستان سعودی که به مبارزه با ایدئولوژی افراطی اختصاص دارد، شناخته شده‌است. مقامات دولتی سازمان را به دلیل تعهدش به مقابله با نفرت‌پراکنی، نفاق و خشونت که ارتباط نزدیکی با افراط‌گرایی دارد، ستایش کرده‌اند. وزارت امور خارجه آمریکا در گزارش‌های سال ۲۰۱۹ خود دربارهٔ تروریسم اعلام کرد که دبیرکل سازمان همبستگی کشورهای اسلامی، دکتر العیسی «پیام گفتگوی میان ادیان، تساهل مذهبی و همزیستی مسالمت‌آمیز با رهبران مذهبی جهانی، از جمله امامان مسلمان خارج از جهان عرب را صادر کرده‌است.» و همچنین ارتباط گسترده‌ای با رهبران برجسته یهودی و مسیحی ایالات متحده دارد.
این اتحادیه، سازمان بین‌المللی کمک‌رسانی اسلامی را در سال ۱۹۷۸ تأسیس کرد.

## جنجال
در اکتبر ۲۰۰۱، ایوان توماس، نویسنده نیوزویک گزارش داد که «دو مؤسسه خیریه جهانی مرتبط با هم که مستقیماً توسط دولت سعودی تأمین مالی می‌شوند - سازمان بین‌المللی کمک‌رسانی اسلامی و سازمان همبستگی کشورهای اسلامی - توسط بن لادن برای تأمین مالی عملیات‌هایش استفاده شده‌اند. مقامات آمریکایی به نیوزویک اعلام کردند که این سازمان‌ها از لیست گروه‌های تحریم‌شده توسط ایالات متحده در هفته گذشته خارج شده‌اند تا از شرمساری دولت سعودی جلوگیری کنند.»
به گفته اتحادیه ضد افترا، این سازمان اغلب بستری برای لفاظی‌های ضد اسرائیلی بوده‌است. سازمان در سال ۲۰۰۸ از یوسف قرضاوی دعوت کرد تا در اولین کنفرانس بین‌المللی اسلامی خود دربارهٔ گفتگو در مکه در ژوئن ۲۰۰۸ سخنرانی کند. وی در جریان سخنرانی خود در این کنفرانس گفت که «هرگز با یهودیان دور یک میز نمی‌نشیند و هرگز با یهودیانی که علیه ما بی‌عدالتی کرده‌اند و از اسرائیل حمایت می‌کنند، گفتگو نخواهد کرد.»